# Elaphoidella californica
Elaphoidella californica är en kräftdjursart som beskrevs av M. S. Wilson 1975. Elaphoidella californica ingår i släktet Elaphoidella och familjen Canthocamptidae. Inga underarter finns listade i Catalogue of Life.